# Península Ibèrica
La península Ibèrica és una gran península del sud-oest d'Europa, entre els Pirineus i el nord d'Àfrica, entre el mar Mediterrani i l'oceà Atlàntic. Està separada del continent africà per l'Estret de Gibraltar, que comunica la Mediterrània i l'Atlàntic.
Des del punt de vista latitudinal, la península Ibèrica està en latituds mitjanes: entre els 43° 47′ N de l'Estaca de Bares i els 36° 01′ N de Tarifa (Cadis). El paral·lel 40 parteix per la meitat la península, i es troba a una distància mitjana entre el pol Nord i la línia equatorial. Aquesta situació geogràfica té unes implicacions climàtiques importants com el predomini d'un clima temperat, amb dues estacions ben diferenciades (hivern i estiu) i altres dues de transició (tardor i primavera). Tot i això existeix una forta diversitat climàtica.
El seu nom prové del riu Iber, probablement l'actual Ebre, tanmateix també és possible que fos el Guadalquivir, o un altre riu de la província de Huelva, ja que textos molt antics hi esmenten un riu anomenat Iberus, i un poble al qual anomenen «ibers». Des de fa molt de temps els grecs estaven acostumats a anomenar la península com a Ibèria.
La seua frontera natural amb la resta del continent (o istme) és la serralada dels Pirineus i està envoltada per les mars Cantàbrica al nord, Mediterrània a l'est i sud, i l'oceà Atlàntic a l'oest.

## Toponímia
El nom prové del riu Íber, probablement l'actual Ebre, encara que també podria ser un altre riu de la província de Huelva, ja que textos molt antics citen un riu Iberus i un poble al qual anomenen iberus. Al principi, en la Grècia arcaica els grecs van poder anomenar-la Hespèria, ja que Hespèria era descrita com la zona més occidental del Mediterrani, encara que no se sap amb certesa si es refereix a l'actual Espanya, el Marroc o ambdues. Més tard els grecs passarien a anomenar-la Ibèria.

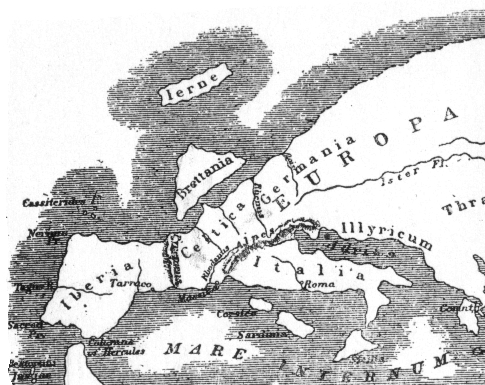
Mapa d'Europa segons Estrabó.

Polibi, un historiador grec del segle ii aC que va viure un temps a la península, escriu: 
| «        | Es diu Ibèria a la part que cau sobre El nostre Mar (Mediterrani), a partir de les columnes Heràkleas. I la part que cau cap al Gran Mar o Mar Exterior (Atlàntic), no té nom comú a tota ella, a causa d'haver estat reconeguda recentment. | » |
| — Polibi | |   |

Estrabó dedica el Llibre III a la península Ibèrica.
| «                      | La primera part d'ella (Europa) és, com dèiem, l'occident; és a dir, Ibèria; aquesta, en la seva major extensió, és poc habitable, perquè gairebé tota està coberta de muntanyes, boscos i planes de sòl pobre i desigualment regat. | » |
| — Estrabó, Llibre III. | |   |

Apià d'Alexandria (segle II), en la seva Història romana, escriu:
| «                        | La grandària d'Ibèria, anomenada ara Hispània en lloc d'Ibèria per alguns, és gran i increïble per tractar-se d'un sol país, l'extensió del qual és de deu mil estadis i la seva longitud és igual a la seva amplària. | » |
| — Apià, Història romana. | |   |

Historiadors i geògrafs de cultura grega, com Heròdot, Estrabó i Apià, la van denominar Ibèria. Els escriptors romans al seu torn la van denominar Hispània.
La historiografia es refereix a ella també amb altres vocables, segons el context històric: Celtària, Celtibèria, Terra de Tartessos, Sefarad, Al-Andalus, etc. Alguns erudits, com Dámaso Alonso, estimaven que el nom de península Hispànica seria més adequat. El nom de península Ibèrica és menys correcte que el terme Hispànica a causa que el poble iber, del que deriva el nom, solament s'assentava en la meitat sud-oriental de la península mentre que Hispània va representar a tota la península (inclosa Portugal) geogràficament fins que Espanya (el nom derivat d'Hispània) es va convertir en una unitat política que no va representar a tota la península per la independència de Portugal del regne de Lleó. Per tant, la historiografia també s'ha preocupat de buscar un altre nom que no tingués connotacions polítiques i que unís a Portugal i a l'Espanya política, l'element iber està en tots dos, però deixava fora a les zones del nord-oest com Galícia, Astúries, Lleó, etc. que mai van estar en zona ibera.
Dámaso Alonso esmenta la península Hispànica en una valoració d'una
| «               | «La teoria de Pidal té doncs bastants punts foscos. És ara com ara l'explicació més satisfactòria d'un conjunt de fets fonètics (i potser també de toponímia) de la Península Hispànica ... La comunitat del llatí parlat a la Península Hispànica i en el Sud d'Itàlia resulta encara reforçada per tot un seguit de fets ja no d'ordre fonètic sinó sintàctic, morfològic i lèxic». | » |
| — Dámaso Alonso | |   |

| «                      | Alguns geògrafs opinen, no sense fonament, que millor seria anomenar-la Península Hispànica, en record de la Hispània romana que abastava tots dos Estats actuals: Espanya (v.) i Portugal (v.). Però els portuguesos, i en part també els catalans, senten recels a anomenar-la hispànica, preferint l'apel·latiu ibèrica... | » |
| — A. Floristán Samanes | |   |

### Evolució històrica

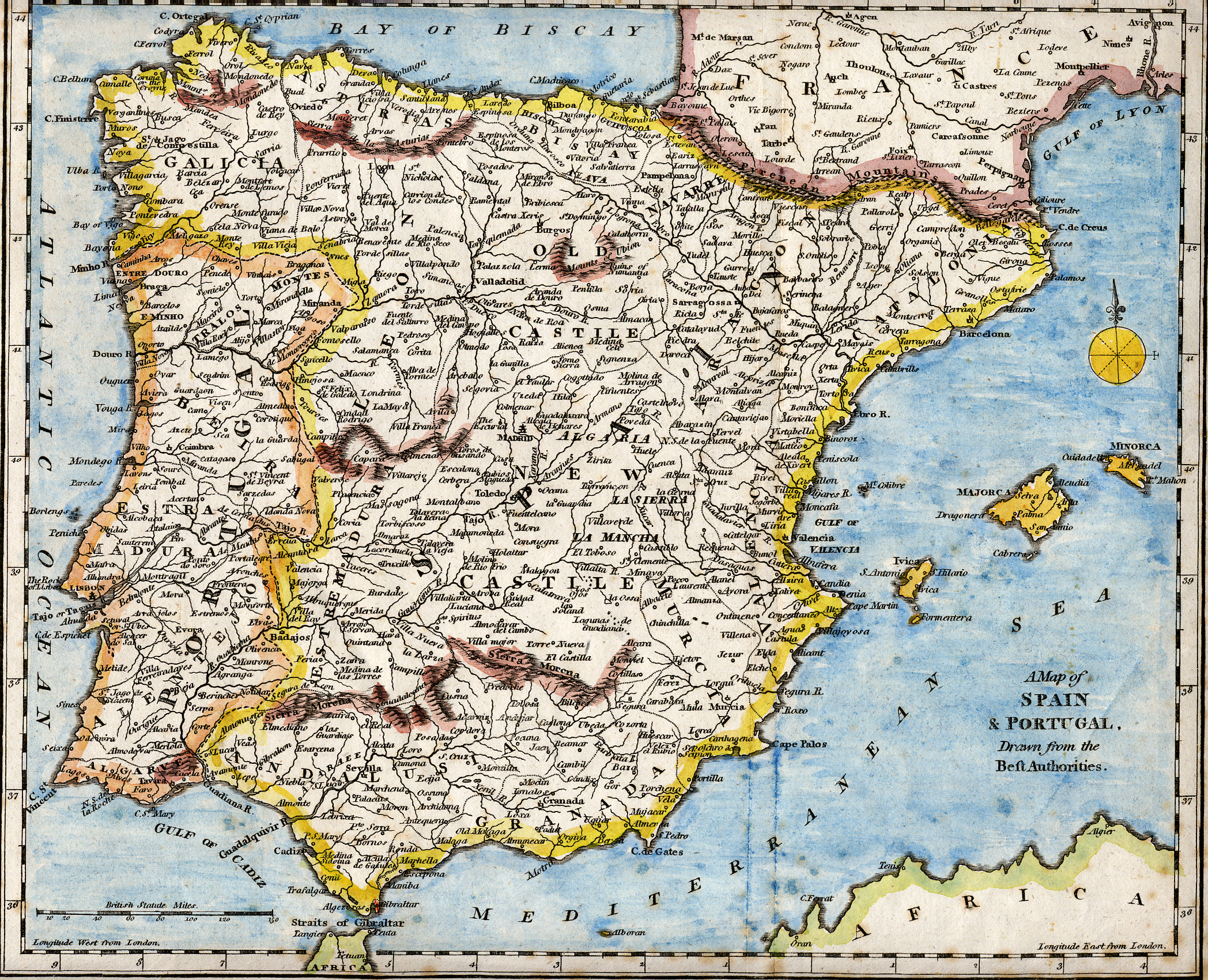
Mapa del gravat al coure i il·luminat a mà, representant diverses característiques topogràfiques de la península Ibèrica.

Ibèria va ser el nom donat pels grecs a la península, encara que la part que més coneixien era la zona meridional mediterrània, entorn del riu Íber. Hispània era el nom utilitzat pels romans per designar a la península Ibèrica, possiblement d'origen púnic.
Més tard, després de la unió dinàstica de les Corones de Castella i Aragó i les conquestes de Granada i la major part del Regne de Navarra, es va començar a anomenar Espanya als territoris resultants, per simplificació entre els no espanyols, encara que la unificació jurídica de tots aquests regnes no estigués consolidada fins al segle xviii, amb els Borbó.
Fins a finals del segle xvii, inicis del segle xviii, tots els pobles de la península Ibèrica es consideraven espanyols, com actualment els diversos pobles d'Escandinàvia es consideren escandinaus, o els de la península Balcànica es consideren balcànics. I els de la península europea, són tots europeus.
Amb dificultat els portuguesos es van sentir obligats a deixar d'anomenar-se també espanyols, a fi de no ser presos per castellans, a mesura que es desenvolupava la castellanització d'altres regnes d'Hispània.
Per la manifesta impossibilitat històrica, política i cultural demostrada de continuar anomenant als portuguesos «espanyols», sense que poguessin ser confosos amb els castellans per altres pobles que governaven dins i fora de la península hispànica, es va començar, des de llavors, a utilitzar l'expressió «ibèric» per designar als «dos pobles» de la península Hispànica, ara preferentment anomenada pel neologisme península Ibèrica. Aquest procés va ser paral·lel i similar al que va sorgir a l'exterior d'anomenar espanyol a l'idioma castellà, convertit en l'única llengua oficial pel govern espanyol, fins que van canviar la designació oficial de l'Estat, amb la creació de la denominació oficial: Regne d'Espanya en el segle xviii, i el canvi del títol dels reis de Lleó, Castella, Aragó, Sicília, etc. per als reis d'Espanya amb finalitats simbòliques d'unificació administrativa i per a la nova presentació internacional de la monarquia de la meseta.

## Geografia física

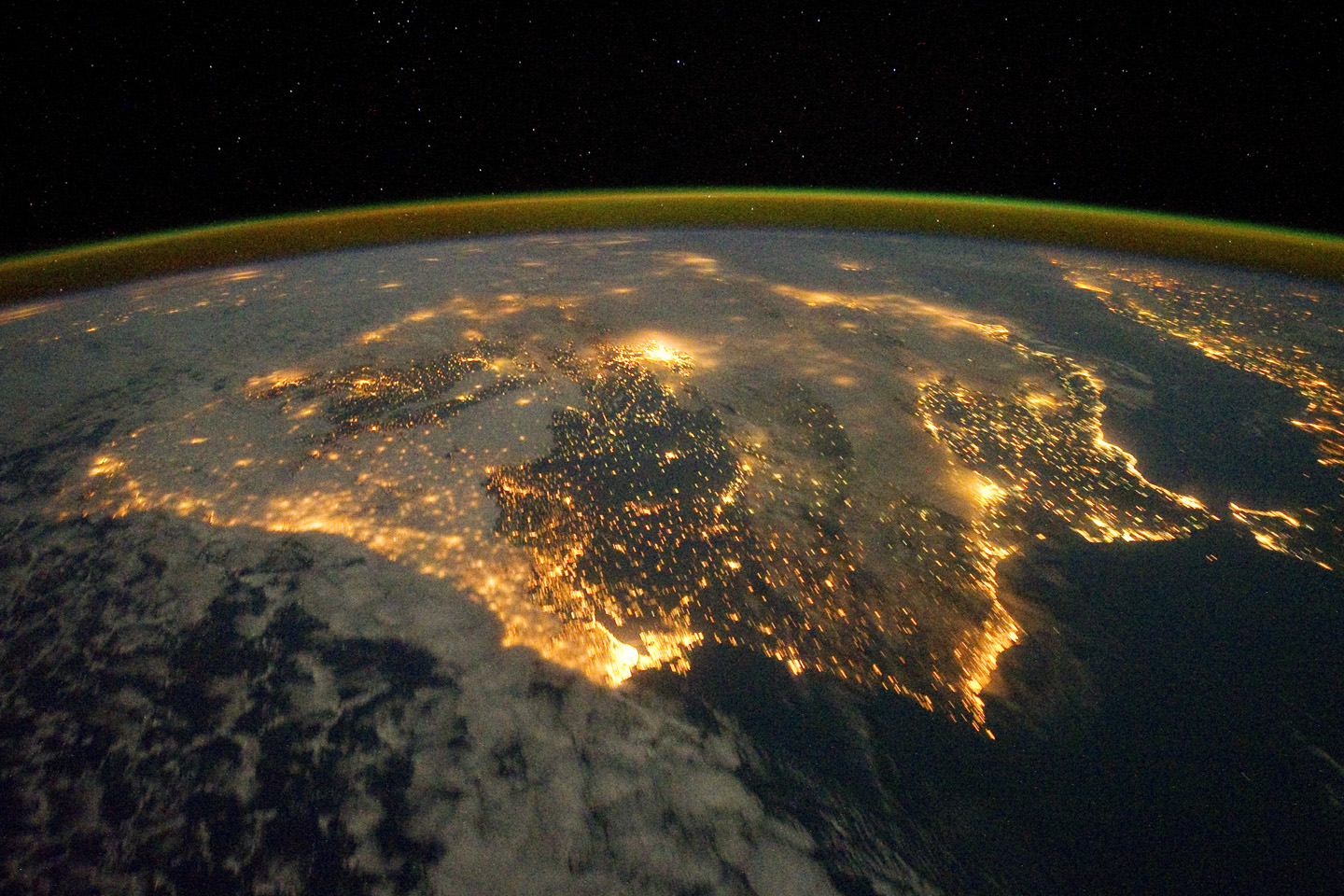
Imatge nocturna de la península ibèrica vista des de l'espai (NASA).

La península té uns 583.832 quilòmetres quadrats i dins dels seus límits geogràfics es troben Espanya peninsular, Portugal continental, Andorra, Gibraltar (Regne Unit) i l'Alta Cerdanya (França).
Pel sud, la península està separada d'Àfrica (el Marroc i Algèria) pel mar Mediterrani (que en aquesta zona es denomina mar d'Alborán) i l'oceà Atlàntic, sent l'estret de Gibraltar el límit entre tots dos.
El punt més alt és el Mulhacén, d'una altitud de 3.482 msnm. El riu més llarg és el Tajo, amb una longitud de 1.007 km (731 km a Espanya i 275 km a Portugal).
Tradicionalment s'ha considerat com el seu centre geogràfic el turó dels Àngels, a Getafe (Madrid). També la localitat madrilenya de Pinto està nominalment i tradicionalment vinculada a aquesta consideració de centre, encara que no existeix consens científic sobre el territori exacte i el mètode de càlcul a considerar per determinar on està aquest centre.
El geògraf grec Estrabó, parlant de la península Ibèrica, la compara amb una pell de toro:
| «          | Ibèria... s'assembla a una pell estesa en el sentit de la seva longitud d'occident a orient i en el sentit de la seva amplària del septentrió al migdia. | » |
| — Estrabó. | |   |

Per la seva extensió, la península Ibèrica ocuparia, en cas de ser reunificada sota un mateix Estat (com ho va estar entre 1580 i 1640, amb l'excepció d'Andorra), el lloc 48 com a país més gran del món i per la seva població ocuparia el lloc número 24.

### Topografia
La seva topografia té com a principal característica que la major part de la seva superfície està configurada com una meseta, amb lleuger pendent cap a ponent; aquesta té una altura mitjana de sis-cents metres sobre el nivell del mar; el litoral és rocós i amb penya-segats al nord, nord-est, nord-oest i sud-est, sent més suau la major part del litoral est i sud.

#### Punts extrems
- Punt més al sud: punta de Tarifa.
- Punt més al nord: punta d'Estaca de Bares.
- Punt més a l'est: cap de Creus.
- Punt més a l'oest: cap de la Roca.
- Punt més profund: Torca del turó del Cuevón (-1.589 msnm).
- Punt més alt: Mulhacén (3.482 msnm).
- Temperatura més alta: 47,2 °C a Múrcia, 4 de juliol de 1994.[6]
- Temperatura més baixa: −32 °C a l'estany Gento, Lleida, el 2 de febrer de 1956.[7]

### Litologia
La península Ibèrica s'ha dividit, segons Eduardo Hernández-Pacheco, en tres tipus de litologies predominants:
- Silícia. Correspon a la meitat occidental i alguns nuclis dispersos dels Pirineus, Sistema Ibèric, Sistema Bètic i la Serralada Costanera catalana. Predominen materials de tipus granític (granit, pissarra, gneis i quarsita), els més antics de l'era Primària i anteriors. Es tracta de roques endògenes molt metamorfitzades degut a les fortes pressions i altes temperatures a què han sigut sotmeses, i també a la intensa activitat volcànica. Aquests materials normalment van quedar coberts per depòsits sedimentaris i afloren posteriorment a causa de l'erosió. L'acció de l'aigua els descompon i sorgeixen formes arrodonides i suaus com els doms i amuntonaments als vessants muntanyencs (berrocals o gravera).

- Calcària. Dibuixa una "z" invertida a la part oriental del mapa, ocupant els Pirineus, Sistema Ibèric i Sistema Bètic. També la Serra da Estrela a Portugal. Es tracta de roques sedimentàries carbonatades d'origen predominantment marí de l'era Secundària o Mesozoic. La roca calcària i els conglomerats són les més abundants, encara que també són destacables les pedres arenoses o gres i les margues. Aquests materials resulten de la sedimentació mesozoica i s'elevaren durant el plegament alpí. El modelat del terreny està caracteritzat pel fenomen carst amb diverses formacions com les dolines, poljés, congosts, coves i avencs.

- Argilosa. Ocupa les planes litorals de la meitat oriental i les depressions (de l'Ebre, del Guadalquivir i de la Meseta). Els materials característics són sedimentaris i continentals, de l'era Terciària i Quaternària (argiles i margues). Es tracta dels terrenys més recents i que, per tant, no s'han vist afectats per cap orogènesi i es disposen en relleus plans, on l'erosió genera estructures tabulars (turons testimoni, moles, taules, etc.) o de relleu en costa si existeix un petita inclinació. Les roques de la litologia argilosa són impermeables i els corrents d'aigua tenen un gran poder erosiu. Així, en zones humides es produeixen lliscaments de colades; però els paisatges peninsulars més típics en àrees semiàrides o àrides on, davant l'escassa vegetació, l'acció dels rierols genera xaragalls en un paisatge característic de badlands.

### Relleu

Esquema amb les principals unitats geològiques de la península Ibèrica.

La geologia de la península Ibèrica respon a una llarga història geològica, des dels temps proterozoics fins a l'actualitat, reflectint fusions i trencaments de continents, obertura d'oceans i importants episodis orogènics. Les petjades i cicatrius d'aquesta història configuren l'escorça continental, l'estructura i naturalesa de les roques ígnies, metamòrfiques i sedimentàries que componen la península així com els actuals relleus.
Geològicament, com a tret especial, la major part de la seva superfície continental és configurada com un altiplà quasi completament pla a una altitud de 600 metres sobre el nivell del mar. El seu litoral nord, nord-est i oest és rocallós i amb penya-segats, mentre que els litorals mediterranis són més suaus, amb platges grans. Les costes són bastant rectilínies, cosa que dificulta la penetració de la influència marina, excepte a Galícia amb un litoral molt més retallat per les ries.

#### Formació del relleu. Història geològica
Segons Luís Solé Sabaris, en la història de l'evolució geològica del relleu ibèric hi ha dues grans etapes: orogènesi Herciniana, que va tenir lloc en l'Era Primària, i l'orogènesi Alpina, que es va produir durant l'Era Terciària. Posteriorment, durant el Quaternari (Plistocè – Holocè), han tingut lloc les que serien últimes manifestacions de l'orogènesi alpina, tals com erupcions volcàniques, canvis en la línia de costes.. etc.
- Era Arcaica o PreCambriàa (fa 4000 - 600 milions d'anys):

Els plegaments precambrians fan sorgir del mar una banda arquejada de nord-oest a sud-est, formada per pissarres i gneis, que comprenia gairebé tota l'actual Galícia. També sorgeixen elevacions en alguns punts aïllats del Sistema Central i Muntanyes de Toledo. Aquest massís precámbric va ser arrasat posteriorment per l'erosió i cobert gairebé íntegrament pels mars paleozoics.
- Era Primària o Paleozoica (fa 600 - 225 milions d'anys):

Gran part del que avui és la península Ibèrica estava ocupat per la mar. A la fi de l'era primària té lloc l'orogènesi herciniana: d'aquests mars sorgeixen les serralades hercinianes, formades per materials com a granit, pissarra i quarsita, etc. Orogènesi de gran transcendència, perquè s'incrementa la superfície de terres emergides que s'adossen a les ja emergides. S'aixeca el Massís Hespèric (Ibèric), a l'oest, arrasat per l'erosió durant la mateixa era primària i convertit en altiplà inclinat cap a Mediterrani. Va ser la primitiva península, tenia forma de quadrilàter i ocupava bàsicament la meitat de la península. Es correspon amb el que avui és la Meseta, Galícia i la major part de Portugal.
Al Nord-oest: els massissos d'Aquitània,Catalano-Balear i de l'Ebre.
A l'Est: massís Bètic-Rifeny.
La litologia d'aquestes àrees és de roques endògenes que afloren a la superfície. Es tracta doncs de materials antics, amb gran predominança en silici, que comprendrien l'Espanya Silícia.
- Era Secundària o Mesozoic (fa 225 - 68 milions anys):

Va ser un període de calma orogènica, amb predomini dels processos d'erosió i sedimentació. Contínua l'arrasament de les serralades hercinianes. El més característic del Mesozoic són les transgressions i regressions marines: deposició de capes de sediments (calcàries, arenisques, margues…) que seran més potents on més profunditat hi hagi (en les fosses bètiques i pirinenques) i de menor potència en els punts més propers al peu de l'altiplà (Est de l'altiplà), ja que en aquests moments la península basculava cap a l'Est, estava inclinada cap al Mediterrani. L'oceà de Tetis no va arribar més enllà de Madrid – Segòvia.
- Era Terciària o Cenozoic (fa 68 - 1,7 milions d'anys):

En aquest període es produeix el plegament alpí a causa del xoc de la placa africana i la placa euroasiàtica. S'inverteix el relleu, aixecant-se el que estava enfonsat i viceversa. L'orogènesi alpina és la més recent, a partir d'aquesta es configura el relleu com el coneixem ara. S'aixecarà un vigorós relleu en dues fases: una primera de compressió, per l'aproximació de les plaques que provoca el plegament de potents capes de sediments, i una segona fase distensiva, en la qual es produeixen reajustaments tectònics, falles… 
La resposta als plegaments: els materials tous es pleguen, donant lloc a les serralades. Els materials durs (massissos) es fracturen, i donen lloc a blocs aixecats (Horst) i enfonsats (graben), essent aquests últims (fosses) aprofitats per la xarxa hidrogràfica.
Com a conseqüència es formen les serralades alpines i les depressions paral·leles aelles, i la Meseta va experimentar profundes alteracions de compressió a les zones de sedimentació marina profunda, on s'havien dipositat grans capes de sediments en el Secundari, s'aixequen dues serralades típicament alpines: Pirineus i Bètiques (es pleguen els materials de fosses pirinenca i bètica, entre els massissos antics que van actuar com a topalls de premsa per a l'aixecament).
Entre aquestes serralades noves i el massís antic van quedar depressions, accentuades pels moviments distensius, i que van ser emplenades per sediments. depressió de l'Ebre i depressió del Guadalquivir.
La Meseta va passar inclinar-se cap a l'Atlàntic, determinant l'orientació cap a aquest oceà de bona part dels rius peninsulars. El sòcol de la Meseta es va fracturar, donant lloc a l'anomenada estructura germànica (blocs aixecats o horst i fosses tectòniques o graben). Els blocs aixecats formessin el Massís Galaic i les serres interiors de la Meseta (Sistema Central i Muntanyes de Toledo i els enfonsats van crear les depressions interiors de l'altiplà (submeseta Nord i submeseta Sud), que es van emplenar amb sediments procedents de les serralades circumdants convertint-se en planes o zones suaument inclinades.
Al voltant de la Meseta, la prima capa de materials sedimentaris dipositats pel mar en el Secundari es va plegar i es van elevar noves serralades. Es van formar així el Sistema Ibèric i sector oriental de serralada Cantàbrica. En la vora sud de la Meseta, l'embranzida de les Bètiques va aixecar Sierra Morena.
A partir de l'orogènesi alpina es va establir la xarxa fluvial. Acabada l'Alpina hi ha episodis d'erosió i sedimentació. Els rius erosionen serralades i van ser omplertes depressions interiors i exteriors de l'altiplà. Aquestes depressions van ser omplertes amb materials del Terciari i Quaternari, per tant els materials que trobem en elles són bàsicament continentals (Conques del Duero, Tajo, Ebre…) a excepció de la Depressió del Guadalquivir, que va quedar configurada com una espècie de braç de mar que va ser emplenant amb sediments, i que encara no ha estat cobert del tot: Marismes del Guadalquivir.
En finalitzar l'Era Terciària la península Ibèrica queda configurada de manera molt similar a l'actual.
A finals Terciari – Quaternari, aprofitant una sèrie de fractures, conseqüència del plegament Alpí hi ha una intensa activitat magmàtica i volcànica, encara que a la península és gairebé inexistent, excepte en algunes zones com a Camp de Calatrava, al nord de Girona, Ciudad Real, Canàries. El Terciari l'escorça marina es va fracturar i per aquesta fractura van accedir materials volcànics que formaran les Canàries.
- Era Quaternària (fa 1,7 milions anys – actualitat):

Va ser un període de calma orogènica, una fase d'assentament de blocs. L'erosió modela els relleus terciaris, al mateix temps que ompli les depressions perifèriques (Guadalquivir, Ebre) i interiors (depressions lacustres de la Meseta). Hi va haver una alternança de períodes glacials (gel) i interglacials. Els gels quaternaris van afectar bàsicament la part septentrional d'Europa. Espanya ocupa una posició molt meridional, i els gels, sobretot els de l'última glaciació (Würm) van afectar els punts més alts de Pirineus, Serralada Cantàbrica, nord del Sistema Ibèric i alguns punts de Sistema Central i Bètiques.
Per tant, d'aquesta època, destaquen les morfologies associades al gel (valls en U, morrenes, llacs glacials..), les variacions en la línia de costa i del nivell del mar (aquest augmenta en períodes interglacials i disminueix en les glaceres), elevacions i descensos de blocs, molt importants per restablir els desequilibris del plegament, la formació de terrasses fluvials i erupcions volcàniques.

## Naturalesa

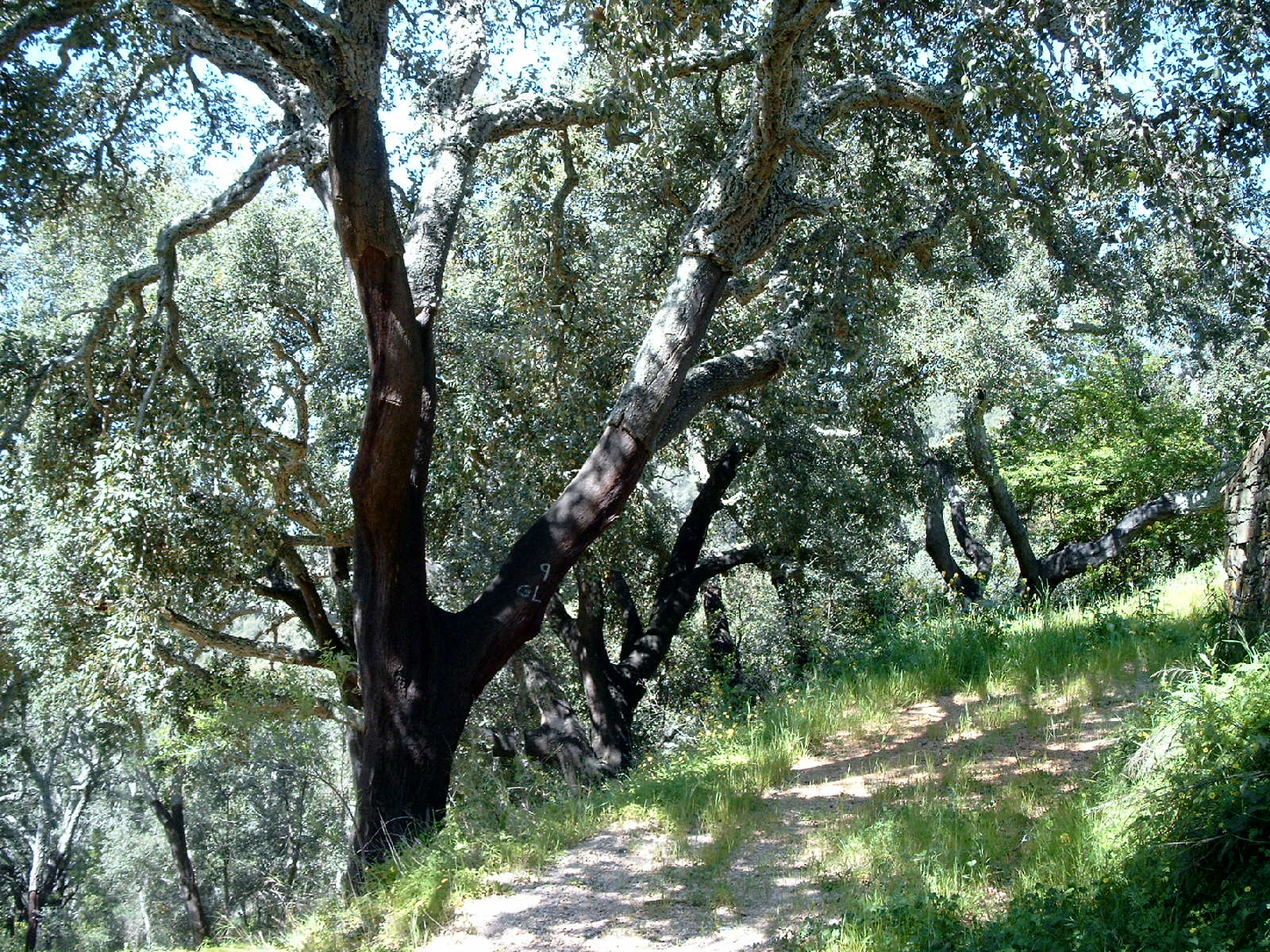
Bosc d'alzina surera en el sud de Portugal (Algarve).

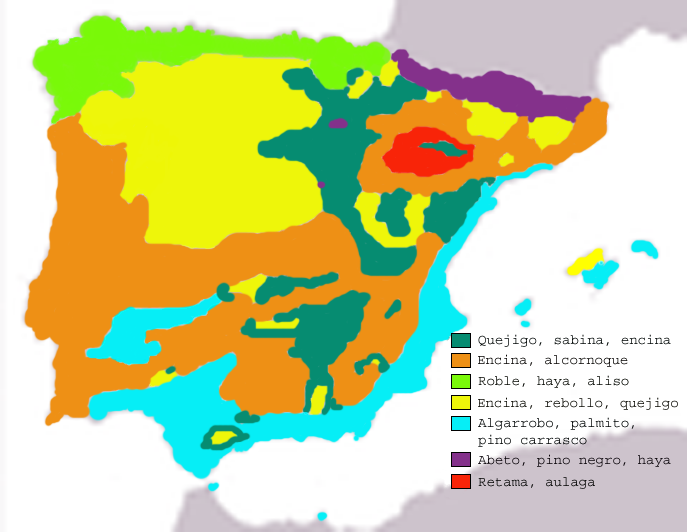
Ocupació ideal dels boscos ibèrics.

El seu aïllament geogràfic ha permès el desenvolupament d'una flora i fauna característiques que inclouen un important nombre de tàxons endèmics.

### Flora
La flora peninsular, per les seves condicions bio-històriques, geogràfiques, geològiques, orogràfiques, etc., és una de les més riques i variades de tot Europa, sols comparable a la de països mediterranis com Grècia i Itàlia; es calcula que inclou més de 8.000 espècies distintes de plantes, moltes d'elles exclusives (endemismes).
El mediterrani, se sap avui, ha estat sotmès en el passat a grans alteracions de clima i vegetació, unit a unes variacions, a vegades molt grans, en el nivell del mar i a variacions en les posicions relatives de les masses continentals (placa europea i africana). Amb l'entrada de plantes i l'aïllament, degut a les fluctuacions marines o a les periòdiques glaciacions, es pot trobar una variada diversitat d'espècies vegetals.
La península Ibèrica, situada en una important via de pas entre Àfrica i Europa, es va veure enriquida amb l'arribada, segons canviava el clima, de plantes estepàries, termòfiles, xeròfiles, oròfiles, boreoalpines, etc., moltes de les quals aconseguiren mantindre's després, gràcies a la diversitat de mitjans que existeixen en les serralades, que els permiteixen pujar en altitud si el clima es va fent més càlid, o descendir si es torna més fred. La complexitat geològica de la majoria de les muntanyes ibèriques, especialment de les Bètiques, Sistema Ibèric i Pirineus, augmentà encara molt més el nombre de nous mitjans amb què adaptar-se i va fer possible la diversitat i riquesa de la flora actual.
La regió eurosiberiana està representada per la zona atlàntica, que s'estén des del nord de Portugal, Galícia, Principat d'Astúries, Cantabria, País Basc i Pirineus occidentals i centrals. Es caracteritza per un clima humit, suavitzat per la influència oceànica, amb hiverns temperats i amb una estació seca poc accentuada. La seva àrea principal s'estén pel nord de Portugal, la major part de Galícia, Principat d'Astúries, Cantabria, País Basc, nord-oest de Navarra, i Pirineus occidentals. No obstant això, la seva influència en forma de comunitats o espècies concretes s'estén en molts punts cap a l'interior, especialment en les meitats nord i occidental.
La vegetació està representada per boscos caducifolis de roures (Quercus petraea) i el roure pènol (Quercus robur) amb freixedes de Fraxinus excelsior i avellanedes en terres més fresques i profundes de fons de la vall. El pis muntanyós es caracteritza per la presència de faigs i a vegades, en els Pirineus, per avetars d'Abies alba; aquests faigs i avetars ocupen les faldes fresques i amb terra profunda de les muntanyes no molt elevades. La influència mediterrània se sent en la presència d'alzinars amb llorer, que se situen en les crestes i muntanyes més càlides, especialment sobre terres de pedra calcària, on s'accentua la sequedat.

### Fauna
La fauna de la península Ibèrica presenta una àmplia diversitat que es deu en gran part a dos factors, la posició geogràfica de la península Ibèrica, entre l'Atlàntic i el Mediterrani i entre Àfrica i Euràsia, i la gran diversitat d'hàbitats i biòtops, conseqüència d'una varietat considerable de climes i regions ben diferenciades.
Entre els grans carnívors destaquen dues espècies desaparegudes de bona part d'Europa Occidental: l'ós bru, que sobreviu a la serralada Cantàbrica i en certs enclavaments pirinencs, i el llop ibèric, subespècie endèmica de la península. Encara que el carnívor més emblemàtic és sens dubte el linx ibèric, el fèlid més amenaçat de tot el continent europeu. Molt més nombroses són les poblacions de gat salvatge europeu, de guineu vermella i les d'alguns mustèlids: el teixó, el turó comú i la mostela; una mica menys nombroses són les de llúdria, marta i fagina. Els vivèrrids estan representats per la geneta comuna; i els herpèstids, per la mangosta comuna.
Els herbívors estan representats per espècies bastant esteses, com alguns cèrvids: el cérvol comú, la daina i el cabirol. Hi ha poblacions endèmiques de cabra salvatge ibèrica i reductes pirinencs i cantàbrics d'isard. També està àmpliament estès el senglar.

## Història

### Prehistòria

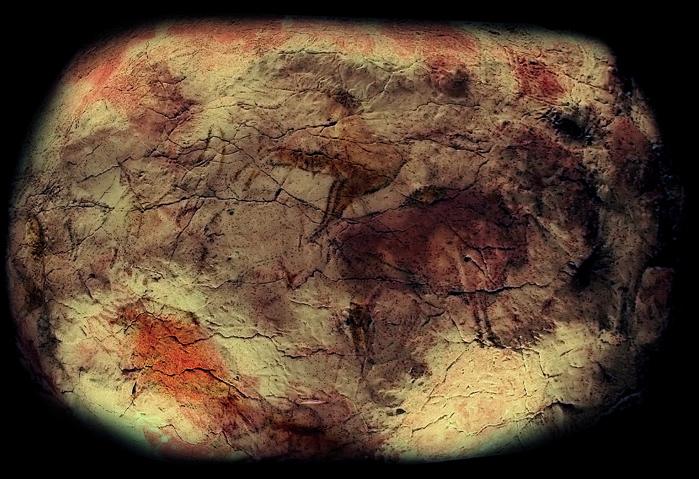
Pintura al sostre de la Cova d'Altamira.

La prehistòria de la península Ibèrica comença amb l'arribada dels primers homínids fa 1.200.000 anys, i acaba amb les guerres púniques, quan el territori entre els dominis de la història escrita.
En aquest llarg període, alguns dels seus llocs més significatius foren per acollir als últims neandertals, per desenvolupar alguns dels elements més impressionants de l'art paleolític, juntament amb el sud de França, per ser seu de les primeres civilitzacions de l'Europa Occidental i finalment a convertir-se en els objectius colonials més desitjats degut a la seva posició estratègica i les seves moltes riqueses minerals.
El poblament d'homínids de la península Ibèrica es remunta al Paleolític. Les primeres restes d'homínids han estat descobertes en diversos llocs a la península. L'evidència significativa d'una continuada ocupació de la península per l'home de neandertal també ha estat descoberta. Els homo sapiens van entrar per primera vegada cap al final del Paleolític. Durant un temps, neandertals i humans moderns coexistiren fins que el primers va ser portats finalment cap a l'extinció. L'home modern segueix habitant la península a través dels períodes del Mesolític i el Neolític.
El territori ibèric té una gran quantitat de jaciments prehistòrics. Moltes de les restes prehistòriques més bé conservades es troben a la regió d'Atapuerca, rica en coves de pedra calcària que s'han conservat al llarg d'un milió d'anys d'evolució humana. Entre aquests llocs és la cova de Gran Dolina, on sis esquelets d'homínids, datats d'entre 780.000 i 1,2 milions d'anys, van ser trobats en els 1994. Els experts han debatut sobre si aquests esquelets pertanyen a l'espècie Homo erectus, Homo heidelbergensis, o a una nova espècie anomenada Homo antecessor. A la Gran Dolina, els investigadors han trobat evidència d'eines per esbocinar animals i altres homínids, la primera evidència de canibalisme en una espècie d'homínid. L'Evidència de foc també s'ha trobat en el lloc, la qual cosa suggereix que van cuinar la seva carn.

### Edat antiga

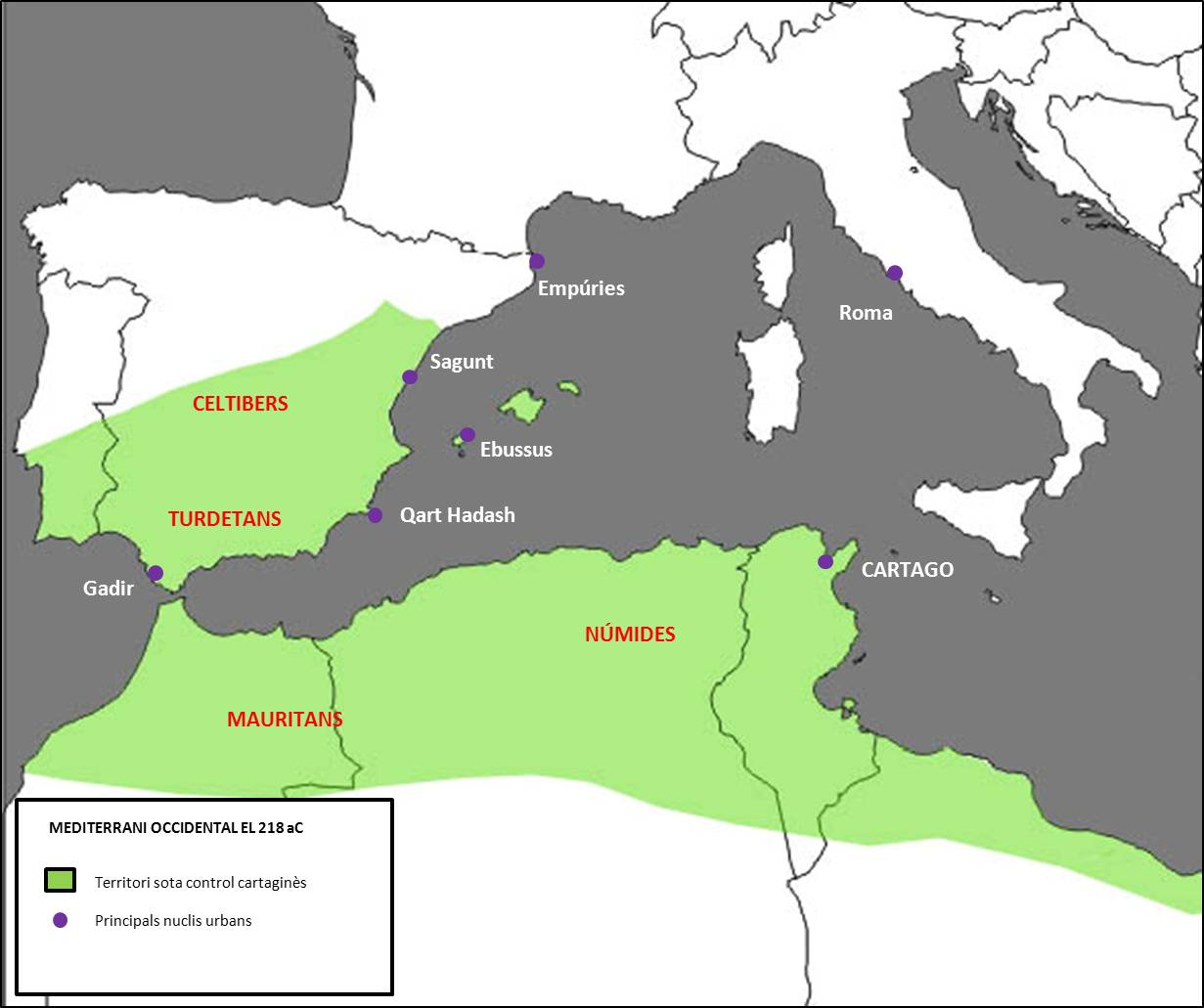
El Mediterrani occidental el 218 aC, mostrant l'àmbit territorial controlat per Cartago. Les línies mostren les fronteres actuals.

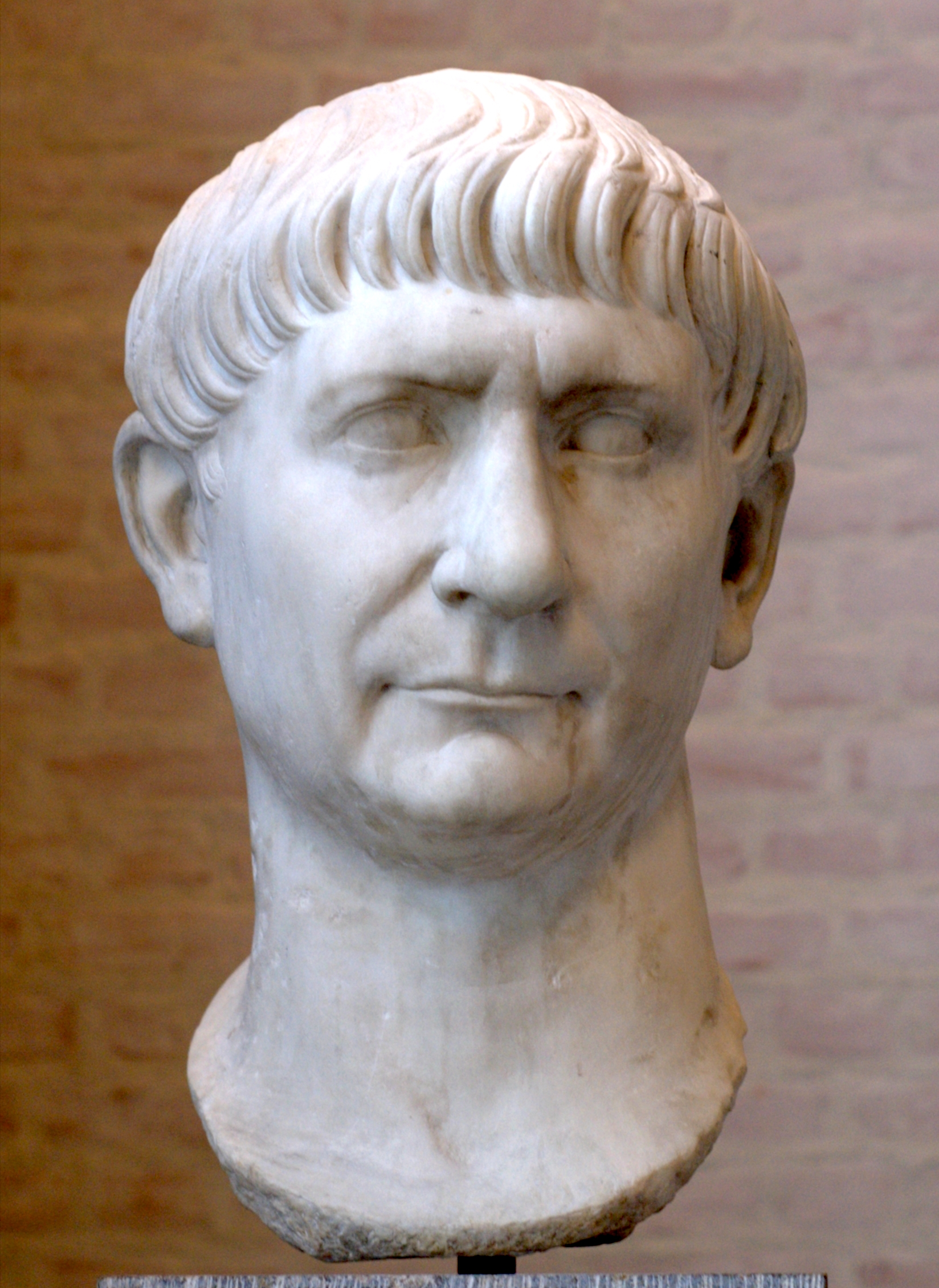
Bust de Trajà, emperador romà d'origen hispà.

Amb el nom de península Ibèrica cartaginesa es coneix un període de la història, entre el 237 aC i el 206 aC, en el qual la península Ibèrica va anar quedant de mica en mica sota el domini de Cartago. Aquest control colonial, iniciat amb la conquesta cartaginesa comandada per Amílcar Barca i iniciada al sud de l'actual Andalusia, va acabar en el transcurs de la Segona Guerra Púnica, quan la derrota cartaginesa davant de la República Romana va comportar que, l'any 206 aC, les últimes forces cartagineses abandonessin Ibèria.
Aquesta presència dels cartaginesos es devia a la necessitat de pagar una reparació de guerra a Roma, que després de la derrota de Cartago a la Primera Guerra Púnica va obligar els púnics a buscar una font de plata suficient per reunir l'import imposat. A més, en aquell primer conflicte entre les dues grans potències del Mediterrani occidental, Cartago havia perdut una font d'ingressos tant important com era el territori occidental de Sicília, així com l'illa de Sardenya, aquest cop en el context de la Guerra dels mercenaris.
Tot i que aquesta presència no s'allargà massa en el temps, els contactes entre púnics i indígenes, la implantació d'un seguit de canvis en la indústria i l'agricultura, l'afecte que la cultura i la religió van tenir sobre els darrers, van modificar per sempre la societat ibèrica, que es preparava així, en certa manera, per la posterior aparició dels romans, vencedors de la Segona Guerra Púnica, i que romandrien a la península fins al segle v.
El terme Hispània és llatí, el terme Ibèria és exclusivament grec. Dir espanyol per iber o per hispanus és cometre una falta de pertinença, car porta amb si diferències d'època i d'ambient. En els textos que es conserven dels romans aquests empren sempre el nom d'Hispània (citada per primera vegada cap al 200 aC pel poeta Quint Enni, mentre que en els textos conservats dels grecs aquests usen sempre el nom d'Ibèria.
Gran part del conflicte entre cartaginesos (fenicis) i romans va tenir com a escenari les terres d'Ibèria, la península Ibèrica. El conflicte es va manifestar en el que es van anomenar guerres púniques i que van acabar amb el triomf de Roma. Llavors els romans van prendre contacte amb Ibèria, però per denominar-la van triar el nom que ells sentien als cartaginesos, Ispania, al qual més tard van afegir H, com també van afegir una H a Hiberia. A més de la H van utilitzar el plural, Hispanias, com van utilitzar el plural en les Gàl·lies. Va ser la primera província on els romans van entrar i l'última acabada de dominar per August.
Els romans van dividir al principi Hispània en dues províncies (197 aC), regides per dos pretors, la Citerior i la Ulterior . Les llargues guerres de conquesta van durar dos segles, és el que es coneix com a romanització. Amb la conquesta es va tallar el curs de la civilització indígena que va ser substituïda per la hel·lènollatina. A través d'aquests dos segles hi va haver molts conflictes:
- Guerres d'independència en què els ibers i altres pobles (primers pobladors de la península) van ser a poc a poc vençuts i dominats malgrat les grans gestes protagonitzades per la ciutat de Numància o pel cabdill Viriat i altres.
- Guerra dirigida per Sertori, pretor de la Hispània Citerior, des d'on va desafiar amb èxit el poder de Roma.
- Guerra civil entre Juli Cèsar i Pompeu Magne, que es va dur a terme en gran part en territori d'Hispània.
- Campanyes de Cèsar i d'August per sotmetre els galaics, asturs i càntabres.
- Finalment arriba la pax augusta. Hispània és dividida en tres províncies a la fi del segle I aC En aquest moment apareixen dos escriptors l'obra dels quals han tingut molt en compte els historiadors de tots els segles: el geògraf Estrabó i l'historiador universal Pompeu Troge. Tots dos dediquen en les seves obres sengles capítols a Hispània.

Estrabó parla d'Ibèria en el seu llibre III de Geografia i allí comenta:
| «                                  | Alguns diuen que les designacions d'Ibèria i d'Hispània són sinònimes, que els romans han designat a la regió sencera (la península) indiferentment amb els noms d'Ibèria i Hispània, i a les seves parts les han anomenat ulterior i citerior | » |
| — Estrabó, llibre III de Geografia | |   |

Pompeu Troge construeix tota una imatge sobre els seus habitants afirmant que els hispans tenien preparat el cos per l'abstinència i la fatiga, i l'ànim per a la mort: dura i austera sobrietat en tot.
Valeri Màxim la va anomenar fides celtiberica. Segons aquesta fides, l'iber consagrava l'ànima al seu cabdill i no creia lícit sobreviure-li en la batalla. És la coneguda devotio o dedicació ibera dels començaments de l'imperi romà. (A l'edat mitjana van tenir molt en compte aquesta fidelitat dels celtibers a la qual van anomenar per a si lleialtat hispana).
En la seva època surt a la llum una obra que es diu Expositio totius mundi en què es descriu a Hispània com a Spania, terra llauna et màxima, et dives viris doctis (Spania, terra ampla i vasta, i amb abundants homes savis). En aquests moments és quan el nom d'Hispània alterna ja amb Spania.
Amb el temps el topònim deriva en Espanya, que designa la unitat geogràfica de la península, més les conquestes de Balears i Canàries quan sigui l'hora. A partir dels últims anys del segle xii es designa a tota la península, sigui dels musulmans o dels cristians, amb el nom geogràfic d'Espanya. Així es parla dels cinc regnes d'Espanya: Lleó, Castella, Navarra, Portugal i Aragó (cristians), als quals cal afegir el territori sota domini musulmà com a territori d'Espanya que va ser «reconquerit» pels cristians.

## Economia i demografia

### Aeroports principals
Madrid- Barajas (MAD), Barcelona- El Prat de Llobregat (BCN), Lisboa - Portela (LIS), Porto- Pedras Rubras/Sa Carneiro (OPO), Faro/Algarve (FAO), València (VLC), Màlaga Agripina / Costa del Sol (AGP), Bilbao/Bilbo (BIO) i Alacant/Costa Blanca (ALC).

### Ciutats principals
Madrid, Barcelona, València, Lisboa, Porto, Sevilla, Saragossa, Màlaga, Alacant, Vigo, Bilbao, Valladolid, Oviedo, Sant Sebastià, Santander, Còrdova, Granada, Amadora, Vila Nova de Gaia, Múrcia, Vitòria, Burgos, Badajoz, Tarragona, Pamplona, Braga, Coimbra, Aveiro, Viseu, Setúbal, Almada, Guarda, Leiria, Évora, Faro, Cadis, Andorra la Vella, Gibraltar.